# Johann Hagenbusch
Johann Hagenbusch (* 24. Dezember 1688 in Korbach; † 26. März 1737 in Darmstadt) war ein deutscher Bibliothekar.

## Leben
Hagenbusch kam nach dem Studium 1717 als Prorektor an das Darmstädter Pädagog. Er war zudem Lehrer in den oberen Klassen. Seit 1726 unterrichtete er die Söhne des damaligen Erbprinzen Ludwig VIII. (Hessen-Darmstadt).
Nach der Entlassung von Heinrich Walther Gerdes wurde er 1723 zum Hofbibliothekar ernannt. Hagenbusch setzte sich mit Nachdruck für die strenge Durchführung einer Verordnung des Landgrafen Ernst Ludwigs ein, die bestimmte, dass zwei Pflichtexemplare an die Hofbibliothek abzuliefern waren. In seine Amtszeit fiel 1733 die Übernahme der Hanauischen Bibliothek, die Johann Reinhard III. (Hanau) den Söhnen Ludwigs VIII. schenkte. Diese Bibliothek wurde zunächst im Darmstädter Schloss räumlich separat untergebracht. 
1736 erkrankte Hagenbusch und konnte sein Amt nicht mehr ausführen. Er starb im März 1737 in Darmstadt im Alter von lediglich 48 Jahren.